# Матеуш Жиро
Матеуш Жиро (пол. Mateusz Żyro, нар. 28 жовтня 1998, Варшава, Польща) — польський футболіст, центральний захисник клубу «Відзев» (Лодзь).

## Ігрова кар'єра

### Клубна
Матеуш Жиро є вихованцем столичної «Легії». Дебют його в першій команді відбувся у липні 2017 року, коли Матеуш вийшов на заміну в матчі Суперкубка Польщі проти «Арки». Згодом для набору ігрової практики Жиро відправили в оренду. Він грав у клубах «Вігри», «Медзь» та «Сталь» (Мелець).
У серпні 2020 року Матеуш повернувся з оренди зі «Сталі», з якою виграв турнір Першої ліги і надалі підписав з клубом повноцінний дворічний контракт. Через два роки Жиро перейшов до клубу Екстракласи «Відзев» з Лодзя.

### Збірна
З 2016 року Матеуш Жиро виступав за юнацькі збірні Польщі різних вікових категорій.

## Досягнення
Сталь (Мелець)
- Переможець Першої ліги: 2019/20

## Особисте життя
Старший брат Матеуша — Міхал Жиро також професійний футболіст, виступає у складі «Вісли» з Кракова.